# Franchino Gaffurio

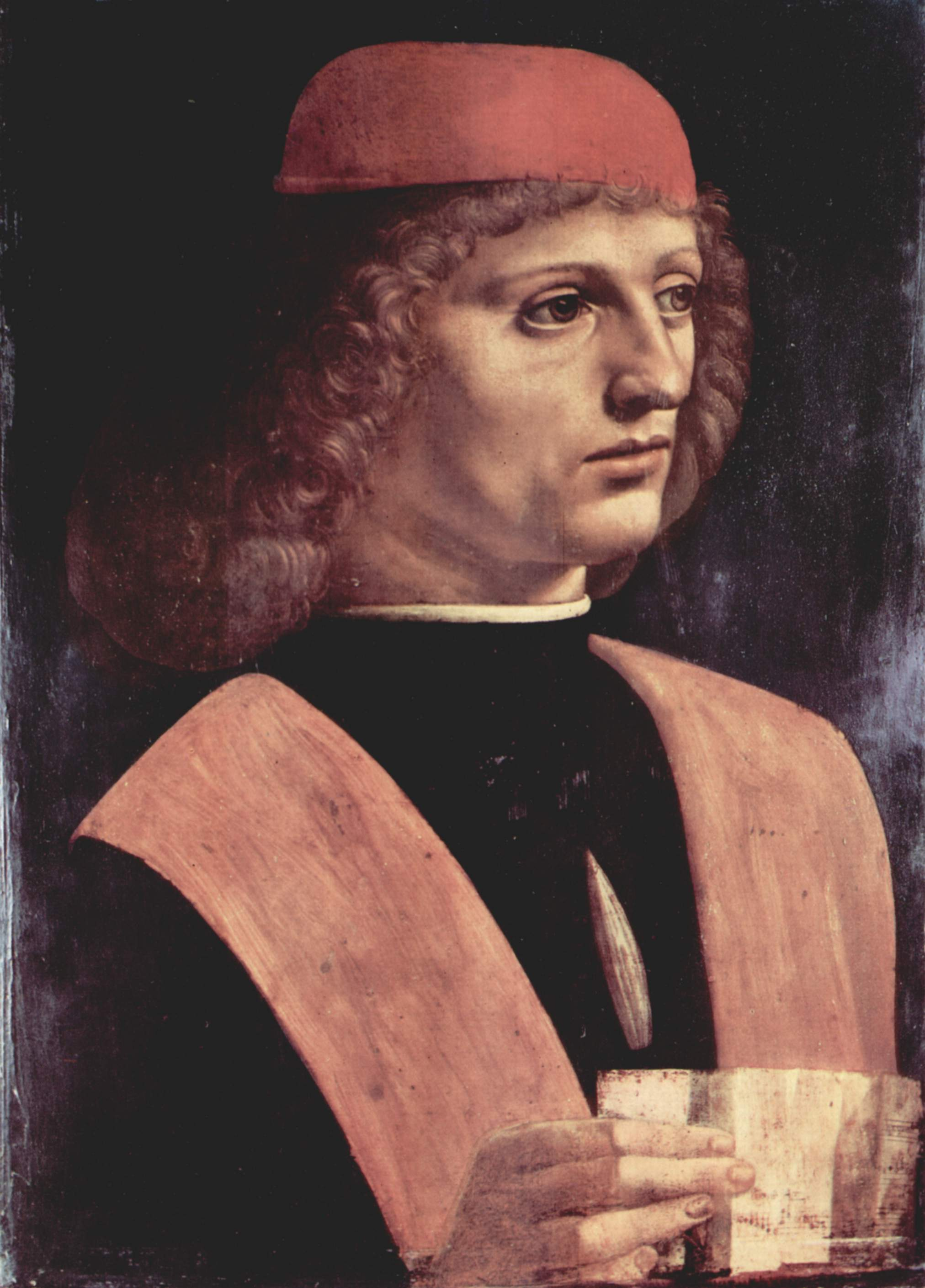
Retrato de un músico, obra de Leonardo da Vinci que quizá represente a Franchino Gaffurio.

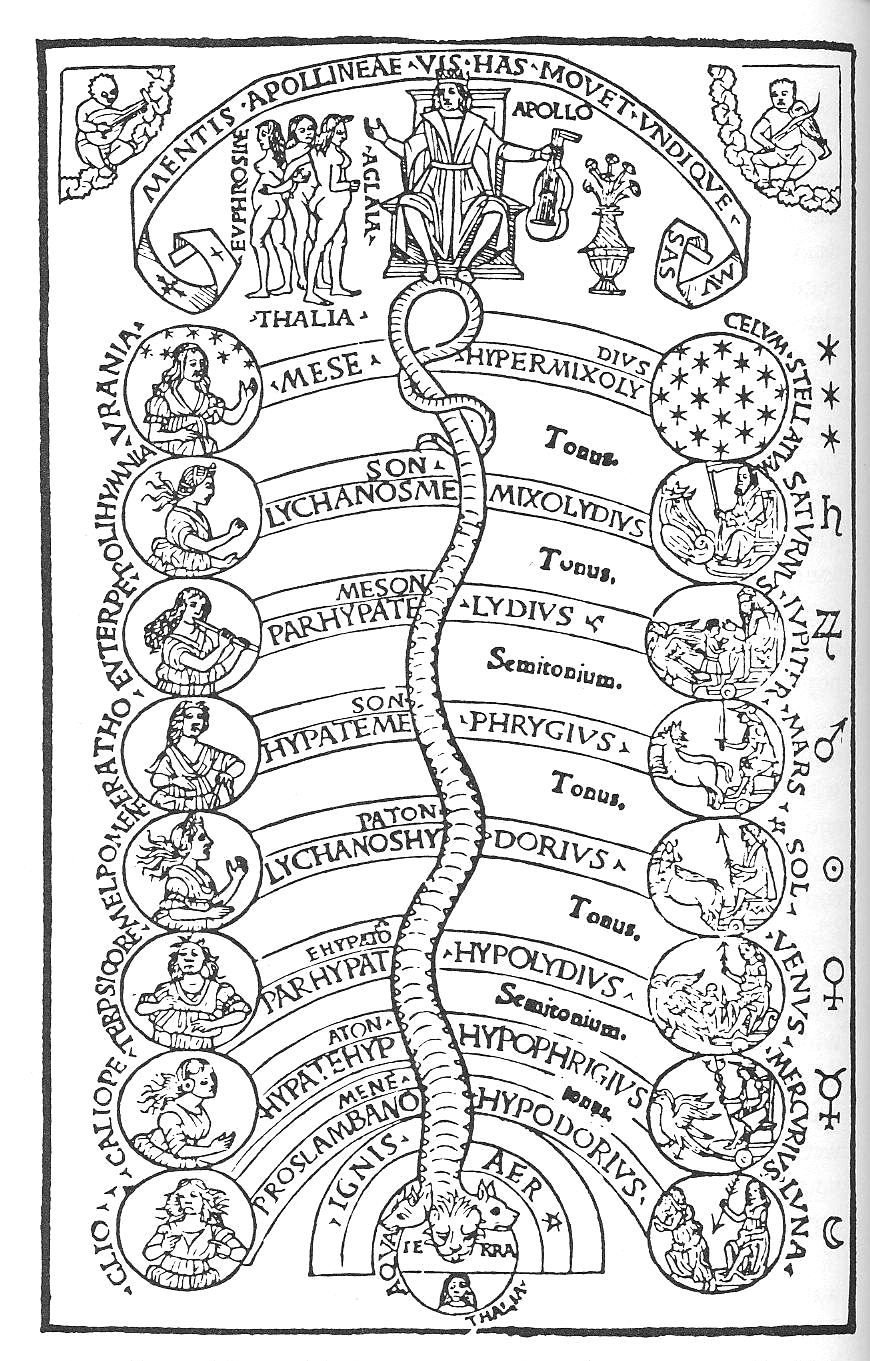
Frontispicio de la Practica Musicæ Franchini Gafori Laudems de Franchino Gaffurio (1496), impreso y grabado por Guillaume Le Signerre

Franchinus Gaffurius (Franchino Gaffurio) (14 de enero de 1451 - 25 de junio de 1522) fue un teórico de la música y compositor italiano del Renacimiento. Fue contemporáneo casi exacto de Josquin Des Pres y Leonardo da Vinci, ambos amigos personales de él. Fue uno de los más famosos músicos en Italia a finales del siglo XV y principios del XVI.

## Vida
Nació en Lodi de familia aristocrática. Siendo joven entró en un monasterio benedictino, donde adquirió una formación musical temprana; más tarde se hizo sacerdote. Vivió en Mantua y Verona antes de instalarse en Milán como maestro di cappella en la catedral, un cargo que aceptó en enero de 1484. 
Durante la década precedente los Sforza, usando al compositor Gaspar van Weerbeke como reclutador, habían convertido el coro en su capilla en Milán en uno de los conjuntos musicales más grandes y distinguidos en Europa: cantantes-compositores como Alexander Agricola, Loyset Compère y Johannes Martini habían trabajado allí. Así como los miembros del coro de la catedral de Milán eran en su mayor parte italianos, era significativo la influencia entre el coro y el de la capilla Sforza. Gaffurio permaneció en su cargo catedralicio durante el resto de su vida, y allí conoció a Josquin Des Pres y Leonardo da Vinci.

## Escritos
Gaffurio era un hombre ilustrado, con una fuerte inclinación humanista. Además de tener un profundo conocimiento de la práctica musical contemporánea, conoció a compositores de toda Europa, pues tuvo la suerte de vivir y trabajar en uno de los centros de actividad de los nuevos holandeses de la escuela franco-flamenca. Sus libros tenían un propósito pedagógico, y proporcionan a un joven compositor todas las técnicas necesarias para aprender su arte.
Los principales tratados de sus años milaneses son tres:
- Theorica musicae (1492),
- Practica musicae (1496), que es el más amplio, tratando temas tan diversos como la antigua notación griega, el canto llano, Medición, contrapunto y tempo.
- De harmonia musicorum instrumentorum opus (1518).

Uno de sus más famosos comentarios es que el tactus, el tempo de una redonda, es igual al pulso de un hombre que respira tranquilamente —presumiblemente unos 72 latidos por minuto.

## Música
Gaffurius escribió misas, motetes, composiciones sobre el Magníficat, e himnos, principalmente durante sus años milaneses. Algunos de los motetes se escribieron para ceremonias del ducado; muchas de las misas muestran la influencia de Josquin, y todas tienen una fluida polifonía flamenca, aunque con un añadido de ligereza y melodía italianas. Su música se recopiló en cuatro códices bajo su propia dirección.